# Видеосат
Видеосат е регионален телевизионен канал за територията на област Велико Търново, основан през 2000 г. Телевизията излъчва актуални новини от страната и региона, публицистични и информационни предавания, телевизионни сериали, игрални филми. Телевизията се излъчва и в следните населени места: гр. Килифарево, с. Присово, с. Леденик, с. Шемшево, с. Беляковец, с. Полски Сеновец, гр. Полски Тръмбеш, с. Климентово, с. Раданово, с. Петко Каравелово. 

## Предавания
- "Седмичник" - обзорно предаване
- "Денят" - новинарска емисия
- "След закуската" - сутрешен блок

## Ръководство
- Управител – Асен Димитров Димитров